# جان فرانسوا جودار
جان-فرانسوا جودار (بالفرنسية: Jean-François Jodar)‏ (2 ديسمبر 1949 في السان ومارن) لاعب كرة قدم فرنسي معتزل كان يجيد اللعب في خط الدفاع وحاليا غير مرتبط بعقد.
بدأ مسيرته الكروية مع نادي ستاد رانس في عام 1967، ولعب معهم حتى عام 1975، وفي عام 1975 انتقل إلى نادي ستراسبورغ، ولعب معهم حتى عام 1979، وشارك معهم في 134 مباراة وسجل هدفين، وفي عام 1979 انتقل إلى نادي ليون، ولعب معهم حتى عام 1983، وشارك معهم في 131 مباراة، وفي عام 1983 انتقل إلى نادي بيرغوغن، ولعب معهم حتى عام 1986، وشارك معهم في 50 مباراة.
و قد لعب مع منتخب فرنسا لكرة القدم بين عامي 1972 و1975، وشارك معهم في 6 مباريات وسجل هدف واحد.
درب العديد من فرق الناشئين في منتخبات فرنسا في الفترة ما بين 1988 وحتى 2002، وفي عام 2002 درب منتخب الإمارات تحت 20 سنة لكرة القدم، واستمر في تدريبهم حتى عام 2003، وفي فبراير 2004 درب منتخب الإمارات لكرة القدم حتى يونيو 2004، ومنذ عام 2006 وهو يدرب منتخب مالي لكرة القدم.

## روابط خارجية
- جان فرانسوا جودار على موقع قاعدة بيانات كرة القدم.إي يو (الإنجليزية)
- جان فرانسوا جودار على موقع ناشيونال فوتبول تيمز (الإنجليزية)
- جان فرانسوا جودار على موقع Soccerway.com (الإنجليزية)
- جان فرانسوا جودار على موقع عالم كرة القدم.نت (الإنجليزية)